# Пентапалладийтрититан
Пентапалла̀дийтритита́н — бинарное неорганическое соединение, интерметаллид палладия и титана с формулой Ti3Pd5, кристаллы.

## Получение
- Сплавление стехиометрических количеств чистых веществ:

{\displaystyle {\mathsf {5Pd+3Ti\ {\xrightarrow {1330^{o}C}}\ Ti_{3}Pd_{5}}}}

## Физические свойства
Пентапалладийтрититан образует кристаллы тетрагональной сингонии, пространственная группа I 4/mmm, параметры ячейки a = 0,3263 нм, c = 1,1436 нм, Z = 1
.
Соединение образуется по перитектической реакции при температуре 1330 °C.